# Euagathis tobiasi
Euagathis tobiasi är en stekelart som beskrevs av Van Achterberg 2004. Euagathis tobiasi ingår i släktet Euagathis och familjen bracksteklar. Inga underarter finns listade i Catalogue of Life.